# Operação Perna de Pau

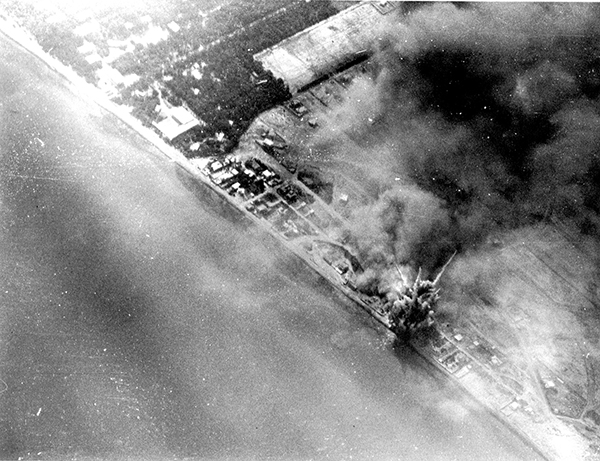
Sede da OLP sob ataque durante a operação em 1 de outubro de 1985.

Operação  Perna de Pau (em hebraico:  מבצע רגל עץ foi um ataque aéreo de Israel à sede da Organização para a Libertação da Palestina (OLP) em Hammam al-Shatt, próximo de Tunis, Tunísia, em 1º de outubro de 1985. Conduzida a 1 280 milhas (2 060 km) do ponto inicial da operação, esta foi a ação mais distante realizada pelas Forças de Defesa de Israel desde a Operação Entebbe em Uganda, em 1976. Por essa razão, fontes tunisianas acreditaram que o ataque teria sido efetuado pelos Estados Unidos ou com a colaboração estadunidense. O ataque foi condenado pelo Conselho de Segurança das Nações Unidas.

## Antecedentes
A Tunísia já havia feito gestos amigáveis em relação a Israel. Depois que o presidente Bourguiba visitou um campo de refugiados palestinos na Jordânia, ele pediu aos países árabes que reconhecessem Israel. A Tunísia foi suspensa da Liga Árabe por tomar tal posição. Após a Segunda Guerra do Líbano de 1982, a OLP foi sediada em Túnis. Em 25 de setembro de 1985, três civis israelenses foram mortos em seu iate na costa de Larnaca, Chipre. O ataque ocorreu no dia sagrado judaico de Yom Kipur. Uma seção de elite da OLP conhecida como Força 17 reivindicou a responsabilidade pelo ataque. Os israelenses alegaram que as vítimas eram turistas, mas os palestinos disseram que eram agentes do Mossad, encarregados de monitorar o tráfego naval palestino para Chipre. Esse ataque foi uma resposta à captura e prisão do comandante sênior da Força 17, Faisal Abu Sharah, pelos israelenses duas semanas antes. O navio navegava e foi interceptado pelos israelenses em águas internacionais no caminho de Chipre para o Líbano. O gabinete israelense e a Força Aérea israelense buscaram retaliação imediata e escolheram o quartel-general tunisiano da OLP como alvo. Dados fornecidos ao governo israelense por Jonathan Pollard facilitaram muito o ataque. Na véspera do ataque, a Tunísia expressou preocupação aos Estados Unidos com a eventualidade de um possível ataque de Israel. No entanto, os EUA, de acordo com um alto funcionário tunisiano, garantiram ao governo tunisiano que não havia motivos para se preocupar.

## A Operação
O ataque foi realizado por oito F-15 Eagles. Às 07h00 do dia 1º de outubro, a aeronave decolou da Base Aérea de Tel Nof. Um Boeing 707 fortemente modificado para operações de reabastecimento reabasteceu os F-15 em pleno voo sobre o Mar Mediterrâneo, a fim de permitir que a operação percorresse uma distância tão grande. A marinha israelense havia estacionado um navio de transporte de helicópteros perto de Malta para recuperar pilotos abatidos, mas estes não eram necessários. A rota foi projetada para evitar a detecção por radares egípcios e líbios, e por navios da Marinha dos EUA patrulhando o Mediterrâneo. Os F-15 voaram baixo sobre a costa e dispararam munições guiadas de precisão na sede da OLP, um aglomerado de edifícios cor de areia ao longo da costa. Os aviões atacaram primeiro o alvo mais ao sul para que o vento norte não levantasse fumaça sobre os alvos do norte. O ataque durou seis minutos, após os quais os F-15 voaram de volta para Israel, reabastecendo no Boeing 707.
A sede da OLP foi completamente destruída, no entanto, Yasser Arafat, o chefe da organização, não estava lá no momento e saiu ileso. Israel afirmou que cerca de 60 membros da OLP foram mortos, incluindo vários líderes da Força 17 e vários guarda-costas de Arafat. Além disso, a operação causou vítimas entre os transeuntes civis. Segundo outra fonte, 56 palestinos e 215 tunisianos foram mortos e cem ficaram feridos. Como o ataque foi realizado até agora a partir de Israel, fontes tunisianas acreditam que o ataque deve ter sido conhecido pelos Estados Unidos, ou mesmo envolvido nele.

## Consequências
O ataque provocou fortes protestos, inclusive nos Estados Unidos, principal aliado de Israel. Embora o ataque tenha sido inicialmente classificado como uma "resposta legítima ao terrorismo", o governo Reagan disse mais tarde que o ataque "não pode ser tolerado". O ataque também prejudicou as relações entre o governo americano e o presidente tunisiano, Habib Bourguiba. Acreditando que os EUA estavam cientes do ataque, e que possivelmente estava envolvido, a Tunísia considerou romper relações diplomáticas com os EUA. O Egito suspendeu as negociações com Israel sobre a disputada cidade fronteiriça de Taba. O primeiro-ministro israelense, Shimon Peres, declarou que "foi um ato de autodefesa". Na Resolução 573 (1985) do Conselho de Segurança das Nações Unidas, o Conselho de Segurança votou (com a abstenção dos Estados Unidos) para condenar o ataque ao território tunisino como uma violação flagrante da Carta das Nações Unidas e considerou que a Tunísia tinha direito a uma reparação adequada. Em 9 de outubro de 1985, em resposta ao ataque israelense à Tunísia, membros da organização radical palestina Frente de Libertação Popular sequestraram o cruzador italiano Achille Lauro e assassinaram um dos reféns a bordo do navio.